# Гюнтер XXXII фон Шварцбург-Вахсенбург
Гюнтер XXXII фон Шварцбург-Вахсенбург (на немски: Günther XXXII, Graf von Schwarzburg-Wachsenburg; † 1 февруари 1450 в замък Тарандт в Саксонска Швейцария - Източен Ерцгебирге) е граф на Шварцбург-Вахсенбург (1407 – 1450) в Тюрингия.
Той е вторият син на граф Гюнтер XXX фон Шварцбург-Вахсенбург († ок. 1395) и съпругата му Юта фон Шварцбург-Бланкенбург († 1372). Внук е на Йохан II фон Шварцбург-Вахсенбург (1327 – 1407) и София фон Шварцбург († сл. 1395), дъщеря на крал Гюнтер XXI фон Шварцбург-Бланкенбург († 1349) и Елизабет фон Хонщайн-Клетенберг († 1380).
Брат е на Хайнрих XXI фон Шварцбург-Вахсенбург († 1406), и на Анна († 1439), абатиса на манастира на Илм.

## Фамилия
Гюнтер XXXII фон Шварцбург-Вахсенбург се жени на 16 ноември 1407 г. или ок. 1413 г. за Мехтхилд фон Хенеберг-Шлойзинген († 6 май 1438/2 март 1445), дъщеря на граф Хайнрих XI фон Хенеберг-Шлойзинген († 1405) и маркграфиня Матилда фон Баден (1368 – 1425). Те имат три дъщери:
- Маргарета фон Шварцбург-Вахсенбург († 1489/1490), омъжена I. ок. 1422 г. за бургграф Ото II фон Лайзниг в Пениг и Роксбург († 2 март 1445/1447), II. ок. 1452 г. за Хайнрих V фон Вилденфелс († сл. 1464/1490)
- Урсула фон Шварцбург-Вахсенбург († 1461), омъжена I. ок. 1428 г. за граф Гебхард V фон Мансфелд († 25 юли 1433), II. 1442 г. за граф Лудвиг I фон Глайхен-Бланкенхайн († 25 април 1467)
- Мехтилд фон Шварцбург-Вахсенбург († сл. 24 април 1446/сл. 4 август 1456), омъжена ок. 17 февруари 1435/пр. 5 май 1439 г. за Хайнрих IX „Средни“ фон Гера (* 4 януари 1406; † пр. 21 август 1482)

Гюнтер XXXII фон Шварцбург-Вахсенбург се жени втори път за Катарина фон Шьонбург-Глаухау-Лихтенщайн (* 1419; † сл. 18 февруари 1453), дъщеря на Фридрих XII фон Шьонбург-Глаухау († 1426) и София фон Вербен от маркграфство Майсен († 1435). Бракът е бездетен.